# Provincia de Adrar
La provincia de Adrar (en árabe: ولاية أدرار) es una provincia del suroeste de Argelia, que lleva el nombre de su capital. En 2019 fueron creadas las provincias de Timimoun y Bordj Badji Mokhtar ocupando 194.202 km² de su territorio.

## Municipios con población en abril de 2008
- Adrar 64,781
- Akabli 10,171
- Aougrout 11,784
- Aoulef 21,723
- Bordj Badji Mokhtar 16,437
- Bouda 9,938
- Charouine 11,347
- Deldoul 8,647
- Fenoughil 11,793
- In Zghmir 16,185
- Ksar Kaddour 4,742
- Metarfa 8,438
- Ouled Ahmed Tammi 13,547
- Ouled Aïssa 7,034
- Ouled Saïd 8,219
- Reggane 20,402
- Sali 13,138
- Sebaa 2,312
- Talmine 12,768
- Tamantit 9,481
- Tamekten 18,598
- Tamest 8,266
- Timiaouine 4,493
- Timimoun 33,060
- Tinerkouk 15,980
- Tit 4417
- Tsabit 14,895
- Zaouiet Kounta 17,116

## Contexto geográfico
Es la segunda mayor provincia del país, con un área de 249.580 km² y se ubica completamente en el Desierto del Sahara.

## Población
En 2004 se calcula que su población es de 341.800 habitantes.

## División administrativa
Adrar está compuesta de tres regiones: Touat (Adrar, Zaouit Kounta), Gourara (Aoulef, Timimoun) y Tidikelt (Aoulef), dividido en 11 dairas (condados), 28 comunas (ciudades) y 299 Ksars (aldeas).
| N.º | Comuna              | Población |
| --- | ------------------- | --------- |
| 01  | Adrar               | 43,903    |
| 02  | Tamest              | 6,658     |
| 03  | Charouine           | 8,678     |
| 04  | Reggane             | 14,179    |
| 05  | In Zghmir           | 14,062    |
| 06  | Tit                 | 3,160     |
| 07  | Ksar Kaddour        | 3,500     |
| 08  | Tsabit              | 11,832    |
| 09  | Timimoun            | 28,595    |
| 10  | Ouled Said          | 7,538     |
| 11  | Zaouiet Kounta      | 14,531    |
| 12  | Aoulef              | 15,229    |
| 13  | Timokten            | 14,134    |
| 14  | Tamentit            | 7,912     |
| 15  | Fenoughil           | 9,962     |
| 16  | Tinerkouk           | 13,393    |
| 17  | Deldoul             | 7,465     |
| 18  | Sali                | 11,304    |
| 19  | Akabli              | 7,513     |
| 20  | Metarfa             | 7,061     |
| 21  | Ouled Ahmed Timmi   | 11,976    |
| 22  | Bouda               | 8,668     |
| 23  | Aougrout            | 9,878     |
| 24  | Talmine             | 9,469     |
| 25  | Bordj Badji Mokhtar | 9,323     |
| 26  | Sebaa               | 1,989     |
| 27  | Ouled Aissa         | 5,497     |
| 28  | Timiaouine          | 4,206     |